# Saâdeddine Zmerli
Saâdeddine Zmerli (arabe : سعد الدين الزمرلي), né le 7 janvier 1930 à Sidi Bou Saïd et mort le 26 mars 2021, est un urologue et homme politique tunisien, ministre de la Santé entre le 26 juillet 1988 et le 11 avril 1989.

## Formation
Après des études primaires à l'école franco-arabe, il étudie au lycée Carnot de Tunis où il décroche son baccalauréat en juin 1948. Après une année préparatoire à l'Institut des hautes études à Tunis, il part pour la faculté de médecine de Paris en 1949. Externe des hôpitaux de Paris en 1952, il est admis en octobre 1955 sur concours en qualité d'interne. Durant son séjour en France, il assiste dès 1960 avec Jean Auvert aux premières greffes rénales mondiales effectuées dans le service d’urologie du professeur Roger Couvelaire à l'hôpital Necker. De plus, il participe à la réalisation d'un film sur l'opération qui est présenté en 1962 à un congrès d'urologie. On lui doit aussi l'établissement du degré de température assurant la plus longue survie du rein prélevé, soit 4 degrés Celsius, que la communauté internationale approuve rapidement.
Grâce à une bourse de l'Organisation mondiale de la santé, à l'appui du secrétaire d’État à l’Éducation nationale et à l'assistance de Roger Couvelaire, il passe le concours d'agrégation d'urologie en décembre 1962.

## Carrière médicale
Après avoir fini ses études, Saâdeddine Zmerli travaille comme chef de clinique assistant à la faculté de médecine de Paris.

### En Algérie
En l'absence de faculté de médecine ou de service hospitalier spécialisé en urologie en Tunisie, il s'installe en Algérie et passe le concours de spécialité auquel il est classé second. Il devient maître de conférences, conférencier d’internat, puis conférencier d’assistanat et enfin d’agrégation de chirurgie. En même temps, il dirige le service d’urologie de l’hôpital Mustapha Pacha (seul de la spécialité au Maghreb).
D'autre part, il devient le premier président de la Société algérienne de chirurgie (1964-1970) et organise en mai 1965 les premières Journées médicales maghrébines avec les professeurs Aldjia Benallègue (présidente de la Société algérienne de médecine) et Béchir Mentouri.
En octobre 1976, il obtient le poste de professeur de faculté, titulaire de la chaire d’urologie, et commence à donner des cours de pathologie chirurgicale urologique à la faculté de médecine de Tunis sur la demande du professeur Zouhair Essafi.

### En Tunisie
Il retourne en 1973 en Tunisie où, dès 1965, le président Habib Bourguiba le charge de créer un service d'urologie à l'hôpital Charles-Nicolle. De plus, il joue un rôle important dans l’implémentation et le développement d'autres services d'urologie dans le pays, comme à Sfax et Monastir, où la greffe rénale qu'il a initié est devenue un acte fréquent.
Le 6 juin 1986, il réussit la première greffe du rein au Maghreb qui est suivie par soixante autres (51 avec donneurs vivants et neuf avec donneurs décédés) en trois ans avec ses étudiants, Mohsen Ayed, Mounir El Ouakdi et Mohamed Chebil.
Saâdeddine Zmerli joue un rôle important dans la rectification de la loi concernant la greffe d'organes le 25 mars 1991, dont les buts principaux étaient la légalisation de la greffe à partir de donneurs vivants et l'appui du développement du prélèvement d’organes sur des sujets en état de mort cérébrale.
En dehors de l'urologie, la greffe rénale qu'il a initié en Tunisie a ouvert le chemin pour la greffe d'autres organes, tels que la transplantation cardiaque (initiée par Mohamed Fourati en 1993) et la greffe hépatique (par Ridha Belhadj Hamida et Tahar Khalfallah en 1998).
Zmerli enseigne à l'université de Paris-V entre 1992 et 1995.
En 2011, le ministère de la Santé le nomme président du Comité national d’éthique médicale.

## Engagement associatif et politique
Membre fondateur de la Ligue tunisienne des droits de l'homme, il en est le premier président en 1977, et préside son premier congrès après la révolution le 8 avril 2012, onze ans après l'interdiction de ses activités sous le régime du président Zine el-Abidine Ben Ali. Il devient vice-président de la Fédération internationale pour les droits humains pour quatre mandats de 1979 à 1985 et de 1993 à 2000.
Dans le même temps, il siège au gouvernement, du 25 juillet 1988 au 10 avril 1989, comme ministre de la Santé, où il se concentre sur les problèmes d'accès aux soins sanitaires dans les différentes régions du pays. Durant ce mandat, il interdit le système d'activité privée complémentaire des professeurs aux hôpitaux publics et oblige tous les médecins à choisir entre les secteurs public et libéral, ce qui provoque une vague de démissions massives de plusieurs professeurs hospitalo-universitaires.
À ce poste succède celui d'ambassadeur en Suisse pendant deux ans.
Il est par ailleurs l'un des membres fondateurs du Mouvement des démocrates socialistes.

## Distinctions
En 1990, l'université de Rouen lui accorde le doctorat honoris causa.
Le 2 avril 2011, la salle des thèses de la faculté de médecine de Tunis est rebaptisée « salle Saâdeddine-Zmerli » en son honneur.

## Vie privée
Il est le fils de Sadok Zmerli, chef de cabinet du ministre des Habous et directeur du protocole du bey de Tunis, et d'une mère algérienne.

## Publications
- Saâdeddine Zmerli, « Historique, droit et éthique de la greffe rénale en Tunisie à travers 60 cas d'interventions personnelles », La Tunisie médicale, vol. 87, no 1,‎ 2009, p. 3-5 (ISSN 0041-4131, lire en ligne, consulté le 18 juin 2018).
- (en) Saadeddine Zmerli, Mohsen Ayed, Ali Horchani et Imad Chami, « Hydatid Cyst of the Kidney: Diagnosis and Treatment », World Journal of Surgery, vol. 25, no 1,‎ 2001, p. 68-74 (ISSN 0364-2313 et 1432-2323, DOI 10.1007/s002680020009, lire en ligne, consulté le 7 octobre 2018).